# Museum Zwangsarbeit im Nationalsozialismus

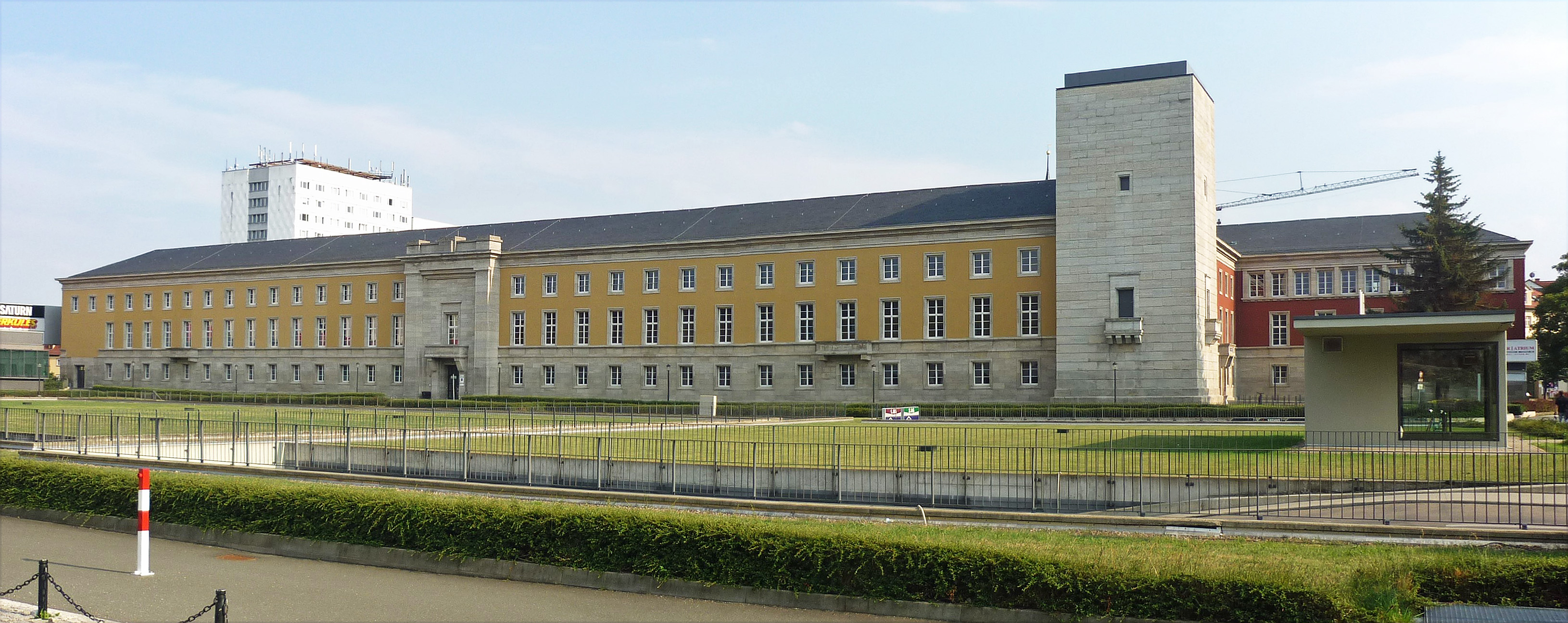

Het Museum Zwangsarbeit im Nationalsozialismus is een museum in het Duitse Weimar. Het museum werd geopend op 8 mei 2024. Het is gevestigd in het voormalige Gauforum, de voorziene ambtswoning van Fritz Sauckel, die verantwoordelijk was voor de deportaties van miljoenen dwangarbeiders. Het museum belicht dwangarbeid in het Derde Rijk tussen 1933 en 1945.